# Туфештиј де Сус (Јаши)
Туфештиј де Сус (рум. Tufeștii de Sus) насеље је у Румунији у округу Јаши у општини Скантеја. Oпштина се налази на надморској висини од 236 m.

## Становништво
Према подацима из 2002. године у насељу је живело 310 становника, од којих су сви румунске националности.